# 29-й стрелковый корпус
29-й стрелковый корпус — общевойсковое формирование (соединение, стрелковый корпус) РККА, вооружённых сил Советского Союза, во время Великой Отечественной войны.
Сокращённое наименование — 29 ск.

## 1-е формирование

### История
29-й Литовский стрелковый территориальный корпус сформирован на основании Приказа НКО СССР от 17 августа 1940 г № 0191 в Вильнюсе, где объединил в своём составе управление, 179-ю стрелковую дивизию и 184-ю стрелковую дивизию, сформированные за счёт войск Литовской армии. Войска корпуса сохранили литовскую форму одежды с нашитыми на неё советскими знаками различия. На вооружении 29-го корпусного авиаотряда состояли 9 ANBO-41, 3 ANBO-51, 1 «Гладиатор I». Кроме дивизий в состав корпуса также входило Вильнюсское пехотное училище.
Непосредственно перед войной в руководстве сменили командира корпуса генерал-лейтенанта В. И. Виткаускаса и отозвали в Москву. А. Исаев привёл в своей книге воспоминания начштаба 29-го Литовского территориального корпуса: «Незадолго до моего приезда (он прибыл в штаб корпуса 19 июня 1941 года) было арестовано около 300 человек офицерского состава из-за неблагонадежности. Кроме того, по информации особого отдела корпуса были заготовлены списки на две с лишним тысячи человек сержантского и рядового состава, которые подлежали изъятию из частей корпуса…»
В действующей армии во время ВОВ с 22 июня 1941 года по 1 сентября 1941 года.
Приграничное сражение в Литве и Латвии
Перед войной управление корпуса дислоцировалось в Вильнюсе. На 22 июня 1941 года управление и 184-я стрелковая дивизия, а также 429-й гаубичный артиллерийский полк находились в Оранском лагере близ Алитуса, а 179-я стрелковая дивизия — в лагере в районе Пабраде, возле реки Жеймяна.
На 23 июня 1941 года 184-я стрелковая дивизия имела задачу выйти в район Олькеники для организации здесь обороны, отмобилизования и доукомплектования. Однако, что касается 184-й стрелковой дивизии, то её части были ещё 22 июня 1941 года окружены немецкими войсками в районе Валькининкай, и здесь же её боевой путь фактически завершился, тем более что возникли бунты литовских солдат с убийствами русского командного состава — по некоторым сведениям, спланированные абвером ещё до войны. Отдельные формирования (моторизованные части, 616-й артполк, зенитный и противотанковый дивизионы) дивизии после пятичасового боя смогли вырваться из окружения и ушли на восток (на Вильнюс, или на Сморгонь и Молодечно), но большая часть без сопротивления сдалась. Сдавшиеся солдаты и офицеры в большинстве своём вступили в различные полицейские и карательные части, которые были сформированы немецкими оккупационными властями на территории Литвы.
179-я стрелковая дивизия, располагавшаяся северо-восточнее Вильнюса, начала отход на восток с 24 июня 1941 года, к 30 июня 1941 года находилась в 30 километрах от Полоцка, имея в составе 1500—2000 человек, с 9 июля 1941 года ведёт бои на рубеже северо-западнее Невеля, несёт большие потери.
Штаб корпуса отходил через Вильнюс на восток, и по всей видимости, смог выйти, догнав 179-ю стрелковую дивизию и к 10 июля 1941 года объединив под своим командованием 5-ю, 126-ю и 188-ю стрелковые дивизии.
Вообще, как и во всех трёх национальных прибалтийских корпусах (22-й, 24-й и 29-й), в корпусе имело место в той или иной мере распространённое дезертирство, причём в 29-м стрелковом корпусе это было наиболее ярко выражено: из приблизительно 16 000 литовцев, которые насчитывались в корпусе перед началом войны, присоединились к частям Красной Армии не более 2000 человек. Остальные дезертировали или сознательно перешли на сторону противника, хотя нельзя исключать что какая-то часть погибла в боях и в окружениях. В основном дезертировали солдаты 184-й стрелковой дивизии, в меньшей степени — 179-й стрелковой дивизии.
К 17 июля 1941 года управление корпуса отошло под Великие Луки. С 17 июля 1941 года формирования корпуса наносят совместно с 48-й танковой дивизией удар по Великим Лукам, которые были заняты 19-й танковой дивизией вермахта. 21 июля 1941 года освобождают город и в течение месяца, до 25 августа 1941 года, когда город был вновь оставлен, ведут его оборону. 20-21 августа 1941 года части корпуса переходят в наступление, вклиниваются в оборону противника, однако сами попадают в окружение, и выходят из него к концу августа 1941 года.
1 сентября 1941 года корпусное управление из боёв выведено, 23 сентября 1941 года расформировано.

### Боевой состав
| Дата       | Фронт                 | Армия      | В составе (стрелковые)                                                     | Другие части, в том числе приданные | Примечания |
| ---------- | --------------------- | ---------- | -------------------------------------------------------------------------- | --- | ---------- |
| 22.06.1941 | Северо-Западный фронт | 11-я армия | 179-я стрелковая дивизия 184-я стрелковая дивизия                          | 615-й корпусной артиллерийский полк 473-й отдельный батальон связи 306-й отдельный сапёрный батальон 600-я полевая почтовая станция 29-й корпусной авиаотряд | —          |
| 01.07.1941 | Северо-Западный фронт | —          | 179-я стрелковая дивизия                                                   | 473-й отдельный батальон связи 306-й отдельный сапёрный батальон 600-я полевая почтовая станция 29-й корпусной авиаотряд                                     | —          |
| 10.07.1941 | Северо-Западный фронт | 27-я армия | 5-я стрелковая дивизия 126-я стрелковая дивизия 188-я стрелковая дивизия   | 473-й отдельный батальон связи 306-й отдельный сапёрный батальон 600-я полевая почтовая станция                                                              | —          |
| 01.08.1941 | Западный фронт        | 22-я армия | 126-я стрелковая дивизия 179-я стрелковая дивизия 214-я стрелковая дивизия | 473-й отдельный батальон связи 306-й отдельный сапёрный батальон 600-я полевая почтовая станция                                                              | —          |
| 01.09.1941 | Западный фронт        | 22-я армия | 126-я стрелковая дивизия 179-я стрелковая дивизия 214-я стрелковая дивизия | 473-й отдельный батальон связи 306-й отдельный сапёрный батальон 600-я полевая почтовая станция                                                              | —          |

### Командование
- Виткаускас, Винцас Иосифович, генерал-лейтенант (с августа 1940 г. по 14 июня 1941 года)
- Самохин, Александр Георгиевич, генерал-майор (с 14 июня по 23 сентября 1941 года)

## 2-е формирование

### История
В действующей армии с 1 марта 1943 года по 24 апреля 1943 года.
Управление корпуса сформировано 27 февраля 1943 года. Соединения корпуса во всё время существования корпуса занимали оборону по Северскому Донцу на участке между Лисичанском и Ворошиловградом на рубеже Нижнее, Саповка.
24 апреля 1943 года преобразован в 3-й гвардейский стрелковый корпус.

### Боевой состав
| Дата       | Фронт              | Армия | В составе (стрелковые) | Другие части, в том числе приданные                           | Примечания |
| ---------- | ------------------ | ----- | --- | ------------------------------------------------------------- | ---------- |
| 01.03.1943 | —                  | —     | — | —                                                             | нет данных |
| 01.04.1943 | Юго-Западный фронт | —     | 50-я гвардейская стрелковая дивизия 54-я гвардейская стрелковая дивизия 259-я стрелковая дивизия 266-я стрелковая дивизия | 406-й отдельный батальон связи 2713-я военно-почтовая станция | —          |

### Командиры
- Белов, Александр Иванович, генерал-майор (с 06.03.1943 по 22.04.1943)

## 3-е формирование

### История
Управление корпуса сформировано 25 июня 1943 года в составе 13-й армии

В действующей армии с 29 июня 1943 года по 31 августа 1943 года и с 7 сентября 1943 года по 9 мая 1945 года.
Краткий боевой путь Упр. 29 ск Архив: ЦАМО, Фонд: 888, Опись: 0000001, Дело: 0001а
Управление 29 ск сформировано 15 июня 1943 года в г. Пенза, на основании директивы ГШКА на базе Пензенского артиллерийского училища, на основании распоряжения Ставки Верховного Главнокомандования , 29 ск вошёл в состав 13 А Центрального Фронта
3 июля в его состав вошли
15 сивашская сд
81 сд
307 сд
307 и 15 сд, занимали оборону в районе Мало Архангельск, ст. Мало Архангельск, с. Поныри , Поныри (Курская Дуга)
с 5 июля 1943 года, с начала Курской Битвы корпус находясь в первом эшелоне 13 А ЦФ , вёл ожесточённые оборонительные бои .

на 4й день боев в состав 29 ск вошла 6 гв.сд.

### Боевой состав
| Дата       | Фронт                 | Армия      | В составе (стрелковые)                                                                             | Другие части, в том числе приданные                                                            | Примечания |
| ---------- | --------------------- | ---------- | -------------------------------------------------------------------------------------------------- | ---------------------------------------------------------------------------------------------- | ---------- |
| 03.07.1943 | Центральный фронт     | 13 армия   | 15-я стрелковая дивизия 81-я стрелковая дивизия 307-я стрелковая дивизия 6 гв.сд (с 8.07.43)       | 406-й отдельный батальон связи 2818-я военно-почтовая станция                                  | —          |
| 01.08.1943 | Центральный фронт     | 70-я армия | 15-я стрелковая дивизия 106-я стрелковая дивизия 307-я стрелковая дивизия                          | 406-й отдельный батальон связи 2818-я военно-почтовая станция                                  | —          |
| 01.09.1943 | Резерв Ставки ВГК     | 61-я армия | 15-я стрелковая дивизия 55-я стрелковая дивизия 81-я стрелковая дивизия                            | 406-й отдельный батальон связи 2818-я военно-почтовая станция                                  | —          |
| 01.10.1943 | Центральный фронт     | 61-я армия | 15-я стрелковая дивизия 55-я стрелковая дивизия 81-я стрелковая дивизия                            | 406-й отдельный батальон связи 2818-я военно-почтовая станция                                  | —          |
| 01.11.1943 | Белорусский фронт     | 61-я армия | 15-я стрелковая дивизия 55-я стрелковая дивизия 81-я стрелковая дивизия                            | 406-й отдельный батальон связи 2818-я военно-почтовая станция                                  | —          |
| 01.12.1943 | Белорусский фронт     | 48-я армия | 73-я стрелковая дивизия 102-я стрелковая дивизия 175-я стрелковая дивизия                          | 406-й отдельный батальон связи 2818-я военно-почтовая станция                                  | —          |
| 01.01.1944 | Белорусский фронт     | 3-я армия  | 102-я стрелковая дивизия 137-я стрелковая дивизия 307-я стрелковая дивизия                         | 406-й отдельный батальон связи 2818-я военно-почтовая станция                                  | —          |
| 01.02.1944 | Белорусский фронт     | 48-я армия | 73-я стрелковая дивизия 307-я стрелковая дивизия                                                   | 406-й отдельный батальон связи 2818-я военно-почтовая станция                                  | —          |
| 01.03.1944 | 1-й Белорусский фронт | 48-я армия | 73-я стрелковая дивизия 217-я стрелковая дивизия                                                   | 406-й отдельный батальон связи 2818-я военно-почтовая станция                                  | —          |
| 01.04.1944 | 1-й Белорусский фронт | 48-я армия | 73-я стрелковая дивизия 102-я стрелковая дивизия 217-я стрелковая дивизия                          | 406-й отдельный батальон связи 2818-я военно-почтовая станция                                  | —          |
| 01.05.1944 | 1-й Белорусский фронт | 48-я армия | 73-я стрелковая дивизия 102-я стрелковая дивизия 217-я стрелковая дивизия                          | 406-й отдельный батальон связи 2818-я военно-почтовая станция                                  | —          |
| 01.06.1944 | 1-й Белорусский фронт | 48-я армия | 73-я стрелковая дивизия 102-я стрелковая дивизия 217-я стрелковая дивизия                          | 406-й отдельный батальон связи 2818-я военно-почтовая станция                                  | —          |
| 01.07.1944 | 1-й Белорусский фронт | 48-я армия | 102-я стрелковая дивизия 217-я стрелковая дивизия                                                  | 406-й отдельный батальон связи 2818-я военно-почтовая станция 309-я полевая авторемонтная база | —          |
| 01.08.1944 | 1-й Белорусский фронт | 48-я армия | 73-я стрелковая дивизия 102-я стрелковая дивизия 217-я стрелковая дивизия                          | 406-й отдельный батальон связи 2818-я военно-почтовая станция 309-я полевая авторемонтная база | —          |
| 01.09.1944 | 1-й Белорусский фронт | 48-я армия | 73-я стрелковая дивизия 102-я стрелковая дивизия 217-я стрелковая дивизия                          | 406-й отдельный батальон связи 2818-я военно-почтовая станция 309-я полевая авторемонтная база | —          |
| 01.10.1944 | 2-й Белорусский фронт | 48-я армия | 73-я стрелковая дивизия 102-я стрелковая дивизия 217-я стрелковая дивизия                          | 406-й отдельный батальон связи 2818-я военно-почтовая станция 309-я полевая авторемонтная база | —          |
| 01.11.1944 | 2-й Белорусский фронт | 48-я армия | 73-я стрелковая дивизия 217-я стрелковая дивизия 399-я стрелковая дивизия                          | 406-й отдельный батальон связи 2818-я военно-почтовая станция 309-я полевая авторемонтная база | —          |
| 01.12.1944 | 2-й Белорусский фронт | 48-я армия | 73-я стрелковая дивизия 102-я стрелковая дивизия 194-я стрелковая дивизия 217-я стрелковая дивизия | 406-й отдельный батальон связи 2818-я военно-почтовая станция 309-я полевая авторемонтная база | —          |
| 01.01.1945 | 2-й Белорусский фронт | 48-я армия | 73-я стрелковая дивизия 102-я стрелковая дивизия                                                   | 406-й отдельный батальон связи 2818-я военно-почтовая станция 309-я полевая авторемонтная база | —          |
| 01.02.1945 | 2-й Белорусский фронт | 48-я армия | 73-я стрелковая дивизия 102-я стрелковая дивизия 217-я стрелковая дивизия                          | 406-й отдельный батальон связи 2818-я военно-почтовая станция 309-я полевая авторемонтная база | —          |
| 01.03.1945 | 3-й Белорусский фронт | 48-я армия | 73-я стрелковая дивизия 102-я стрелковая дивизия 194-я стрелковая дивизия 217-я стрелковая дивизия | 406-й отдельный батальон связи 2818-я военно-почтовая станция 309-я полевая авторемонтная база | —          |
| 01.04.1945 | 3-й Белорусский фронт | 48-я армия | 73-я стрелковая дивизия 102-я стрелковая дивизия 217-я стрелковая дивизия                          | 406-й отдельный батальон связи 2818-я военно-почтовая станция 309-я полевая авторемонтная база | —          |
| 01.05.1945 | 3-й Белорусский фронт | 48-я армия | 73-я стрелковая дивизия 102-я стрелковая дивизия 217-я стрелковая дивизия                          | 406-й отдельный батальон связи 2818-я военно-почтовая станция 309-я полевая авторемонтная база | —          |

### Награды частей, подчиненных управлению корпуса
- 406-й отдельный ордена Красной Звезды[3] батальон связи

После окончания Великой Отечественной войны корпус был передислоцирован в Прибалтику, где вошёл в состав частей Прибалтийского военного округа (ПрибВО), а в июне 1945 г. передан в Кубанский военный округ. 15 июня 1946 г., после расформирования Кубанского военного округа, корпус передислоцирован в г. Краснодар Северо-Кавказского военного округа и преобразован в горнопехотный корпус.
В апреле 1966 г. в связи с обострением обстановки на дальневосточных границах управление 29-го стрелкового корпуса прибыло на новое место постоянной дислокации — в г. Белогорск Амурской области. 22 февраля 1968 г. Указом Президиума Верховного Совета СССР за большие заслуги в деле защиты Родины, успехи в боевой подготовке и в связи с 50-летием Советской армии и Военно-морского флота объединение награждено орденом Красного Знамени.
25 июня 1969 г. в соответствии с приказом Министра обороны СССР управление 29-го армейского стрелкового корпуса переформировано в полевое управление 35-й общевойсковой армии.

### Командование
Командиры корпуса
- Слышкин, Афанасий Никитович, генерал-майор (с 25.06.1943 по 16.11.1943)
- Андреев, Андрей Матвеевич, генерал-майор (с 17.11.1943 по 05.09.1944)
- Фоканов, Яков Степанович, генерал-лейтенант (с 06.09.1944 по 03.04.1947)
- Ибянский, Николай Болеславович, генерал-майор, с 1949 генерал-лейтенант (с 04.04.1947 по 14.03.1950)
- Латышев, Георгий Александрович, генерал-майор (с 14.03.1950 по 04.05.1951)
- Лисицын, Александр Иванович, генерал-майор (с 04.05.1951 по 00.11.1953)
- Бусаров, Михаил Михайлович, генерал-майор (с 00.11.1953 по 11.03.1955)
- Коркуц, Евгений Леонидович, генерал-майор, с 08.1955 генерал-лейтенант (с 11.03.1955 по 22.06.1956)
- Романенко, Павел Викторович, генерал-майор, с 1949 генерал-лейтенант (с 22.06.1956 по 26.09.1958)
- Безнощенко, Михаил Захарович, генерал-майор танковых войск (с 26.09.1958 по 08.07.1960)
- Дудник, Григорий Сергеевич, генерал-майор, с 1963 генерал-лейтенант (с 08.07.1960 по 25.04.1967)
- Зарудин, Юрий Фёдорович, генерал-майор (с 25.04.1967 по 25.06.1969)

НШ, Заместители командира корпуса
Командующие БТ и МВ корпуса
- июнь — декабрь 1946 — генерал-майор А. В. Кондратьев[4].